# Tanya Allen
Tanya Allen (Toronto, 1975) è un'attrice canadese.

## Biografia
Ha iniziato la sua carriera a 18 anni, nel 1993 ed è principalmente nota per il film horror Silent Hill.
Sa parlare anche francese e inglese.

## Filmografia

### Cinema
- Regeneration, regia di Gillies MacKinnon (1997)
- Wish You Were Dead, regia di Valerie McCaffrey (2002)
- Liberty Stands Still, regia di Kari Skogland (2002)
- Silent Hill, regia di Christophe Gans (2006)
- Ombre dal passato (Shutter), regia di Masayuki Ochiai (2008)

### Televisione
- Spenser: Ceremony, regia di Paul Lynch e Andrew Wild – film TV (1993)
- Kung Fu: la leggenda continua (Kung Fu: The Legend Continues) – serie TV, episodio 2x07 (1994)
- TekWar – serie TV, episodio 1x15 (1996)
- The Newsroom – serie TV, 13 episodi (1996-1997)
- Oltre i limiti (The Outer Limits) – serie TV, episodi 4x12-7x02 (1998-2001)
- Starhunter – serie TV, 44 episodi (2000-2004)
- The Strain – serie TV, episodio 2x01 (2015)
- Starhunter Transformation – miniserie TV, 3 episodi (2017)

## Doppiatrici italiane
Nelle versioni in italiano dei suoi film, Tanya Allen è stata doppiata da:
- Rossella Acerbo in Silent Hill